# Task Force 38

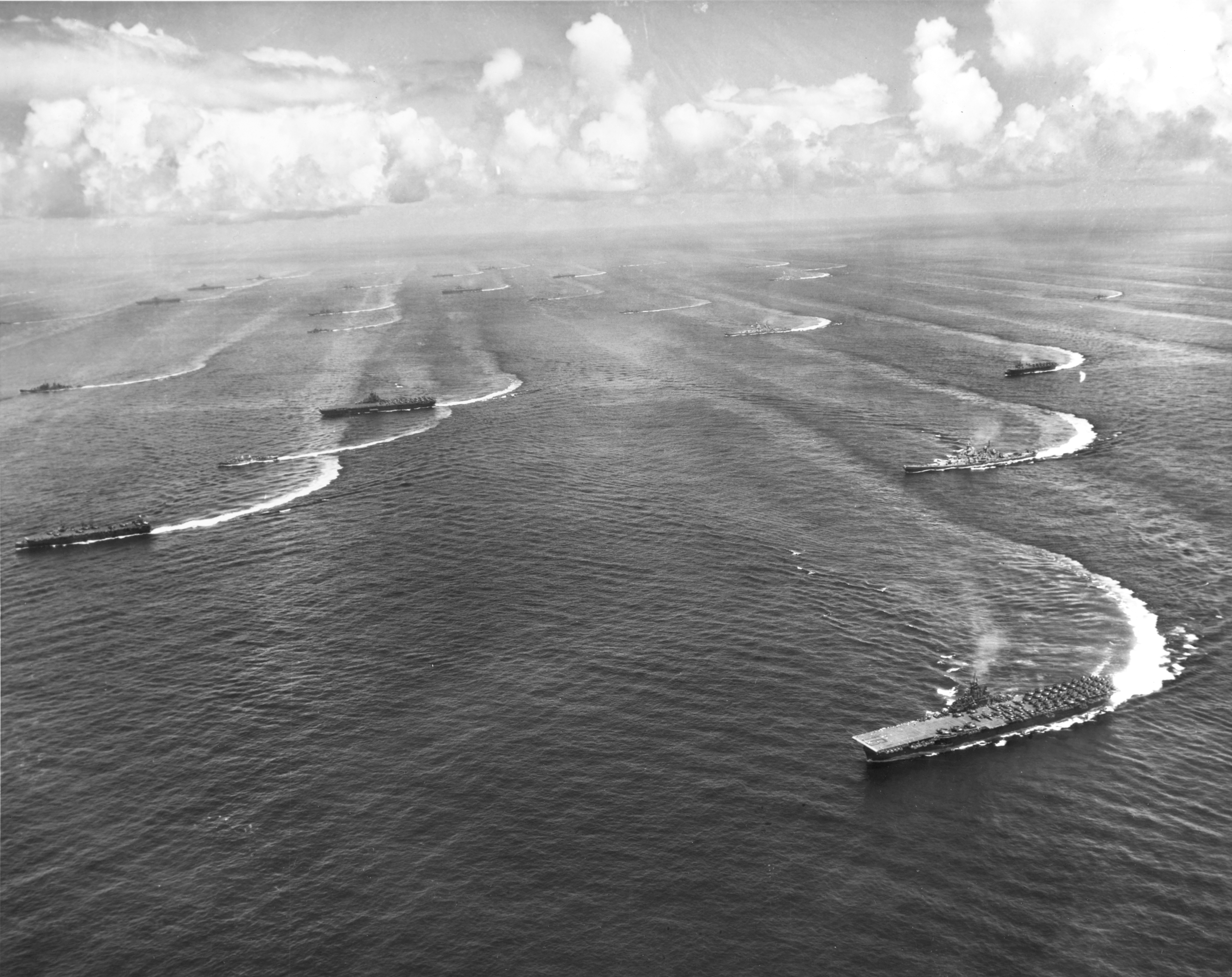
La Task Force 38 manœuvre au large des côtes du Japon, août 1945

La Task Force 38 ou TF 38, désignée comme Task Force 58 selon le moment ou aussi Force opérationnelle de porte-avions rapides (Fast Carrier Task Force), a été la principale Force opérationnelle de l'United States Navy au cours de la seconde moitié de la guerre du Pacifique pendant la Seconde Guerre mondiale.

## Historique
La TF 38 a été créée en août 1943, avec comme unité centrale le Saratoga, et sous le commandement du contre-amiral Sherman.
La TF 58 fut créée sous le commandement du contre-amiral Mitscher en janvier 1944, tandis que la TF 38 continuait d'exister sur le papier. La TF 58 était constituée autour du Lexington et 5 autres porte-avions, six porte-avions légers, et une série de navires de support.
La TF fut rebaptisée TF 38 en août 1944 sous les ordres de l'amiral Halsey, et fut augmentée jusqu'à neuf porte-avions et huit porte-avions légers en préparation de la bataille de Leyte. Mais son commandement opérationnel en demeura confié à Marc Mitscher, qui avait été promu vice-amiral en mars 1944. C'est le vice-amiral John S. McCain, Sr., qui commandait le TG 38.1, qui lui a succédé le 30 octobre 1944.
Outre les batailles, elle subit des pertes lors du Typhon Cobra en mer des Philippines les 17 et 18 décembre 1944 où trois destroyers sont coulés. 
Elle redevint brièvement TF 58 en janvier 1945 lorsque l'amiral Spruance prit la tête des forces navales du Pacifique central, rebaptisées Ve Flotte des États-Unis, et redevint TF 38 sous les ordres de l'amiral Halsey le 27 mai 1945, ce jusqu'à la fin de la guerre.